# Matti Klinge
Matti Klinge (Helsinki, 31 de agosto de 1936-5 de marzo de 2023) fue un historiador finlandés. 

## Biografía
Estudió en la Universidad de Helsinki y obtuvo su doctorado en filosofía en 1969. Ha ejercido como catedrático de Historia de la Universidad de Helsinki desde 1975. De 1970 a 1972 ejerció la docencia en la Universidad de París. Es uno de los historiadores fineses más prolíficos y es autor de una gran cantidad de estudios y ensayos históricos, principalmente en finés y en sueco. Ha recibido la Legión de Honor francesa. En 2001 ha sido designado profesor emérito de la Universidad de Helsinki.

## Algunas publicaciones
- matti Klinge. 2010. The Baltic World. Edición revisada de Otava, 240 pp. ISBN 9511245430, ISBN 9789511245438

- --------------, laura Kolbe, malcolm Hicks. 2007. Helsinki, Daughter of the Baltic: A Short Biography. Editor Otava, 159 pp. ISBN 9511218131, ISBN 9789511218135

- --------------. 2007. Ancient Powers of the Baltic Sea: An Illustrated Historical Outline. Edición ilustrada de Aspasia Books, 198 pp. ISBN 097834880X, ISBN 9780978348809

- --------------. 2003. Finland in Europe. 2 Edición de Otava Publ. Co. Ltd. 176 pp. ISBN 9511185667, ISBN 9789511185666

- --------------, ursula (trad. ) Ojanen, Joaquín (trad. ) Fernández. 2001. Breve historia de Finlandia. 2.ª edición de Otava, 176 pp. ISBN 9511172999, ISBN 9789511172994